# Dissolution parlementaire (Pays-Bas)
Aux Pays-Bas, le droit de procéder à une dissolution parlementaire (en néerlandais Kamerontbinding ou Ontbinding van het Parlement) consistant à mettre prématurément fin au mandat d'une chambre des États généraux, a été attribué au gouvernement (par arrêté royal du monarque).

## Histoire
Ce droit avait été donné au gouvernement par la révision constitutionnelle de 1848. Cette compétence a été conçue comme contrepoids à la responsabilité politique des ministres. Selon la Constitution, en cas de désaccord entre les ministres dans le gouvernement de coalition, la seconde Chambre était dissoute. Cependant, la plupart du temps, les différents se règlent lors du Conseil sans conséquences visibles.

## Procédure
La Constitution prévoit la possibilité de dissoudre les assemblées des États généraux : la première Chambre et la seconde Chambre. L'article 64(1) de la Constitution dispose :

« Elk der kamers kan bij Koninklijk Besluit worden ontbonden. »

« Chacune des Chambres peut être dissoute par décret royal. »

— Article 64(1) de la Constitution
La plupart des choix concernent l'assemblée basse, la seconde Chambre. Il faut distinguer entre la décision de dissoudre la chambre et la dissolution effective de la chambre elle-même. La décision de dissoudre la chambre conduit à l'organisation de nouvelles élections législatives. La dissolution de la chambre, en revanche, prend effet le jour de la réunion de la Chambre nouvellement élue.
La dissolution de la chambre peut être décidée dans les cas suivants :
- Décès du monarque sans successeur[2].
- Après l’approbation d'une modification de la Constitution[3]. Dans ce cas, une dissolution de la première Chambre était aussi obligatoire jusqu'en 1995.
- Lorsque le gouvernement ne bénéficie plus de la confiance de la seconde Chambre, qu'il démissionne et le roi accepte sa résignation. Lorsqu'un gouvernement de transition est formé, alors il peut dissoudre le Parlement.
- En cas de conflit en Conseil des ministres, le Parlement peut être dissous pour former un nouveau gouvernement sur la base de la seconde Chambre nouvellement élue.

Les deux premières situations sont décrites par la Constitution, à l’inverse des deux suivantes, issues de la pratique. Les élections visant à constituer une nouvelle seconde Chambre doivent se tenir dans les 40 jours suivant la décision de dissolution de la chambre en place. Les négociations pour former un nouveau gouvernement peuvent ensuite prendre place.

## Dissolution de la première Chambre
En cas général, seule la première Chambre peut être dissoute à la fin de la période[pas clair] des quatre ans électifs. La dissolution de la première Chambre pour des raisons politiques a peu de sens car l’organisation de nouvelles élections provinciales ne conduira pas à un changement dans la composition du Sénat. Le seul moment où la première Chambre a été dissoute pour des raisons politiques fut en 1904, lorsque les libéraux avaient perdu le soutien des catholiques et contre-révolutionnaires membres de leur majorité, dirigée par Abraham Kuyper.

## Sources
- (nl) Cet article est partiellement ou en totalité issu de l’article de Wikipédia en néerlandais intitulé « Kamerontbinding » (voir la liste des auteurs).